# بروکدیل، نیوجرسی
بروکدیل (به انگلیسی: Brookdale) یک منطقهٔ مسکونی در ایالات متحده آمریکا است که در بلومفیلد، نیوجرسی واقع شده‌است. بروکدیل ۴٫۱۶۳ کیلومتر مربع مساحت و ۹٬۲۳۹ نفر جمعیت دارد و ۵۴ متر بالاتر از سطح دریا واقع شده‌است.